# Zoubin Ghahramani
 (octobre 2023).
La mise en forme du texte ne suit pas les recommandations de Wikipédia : il faut le « wikifier ».
Les points d'amélioration suivants sont les cas les plus fréquents. Le détail des points à revoir est peut-être précisé sur la page de discussion.
- Les titres sont pré-formatés par le logiciel. Ils ne sont ni en capitales, ni en gras.
- Le texte ne doit pas être écrit en capitales (les noms de famille non plus), ni en gras, ni en italique, ni en « petit »…
- Le gras n'est utilisé que pour surligner le titre de l'article dans l'introduction, une seule fois.
- L'italique est rarement utilisé : mots en langue étrangère, titres d'œuvres, noms de bateaux, etc.
- Les citations ne sont pas en italique mais en corps de texte normal. Elles sont entourées par des guillemets français : « et ».
- Les listes à puces sont à éviter, des paragraphes rédigés étant largement préférés. Les tableaux sont à réserver à la présentation de données structurées (résultats, etc.).
- Les appels de note de bas de page (petits chiffres en exposant, introduits par l'outil «  Source ») sont à placer entre la fin de phrase et le point final[comme ça].
- Les liens internes (vers d'autres articles de Wikipédia) sont à choisir avec parcimonie. Créez des liens vers des articles approfondissant le sujet. Les termes génériques sans rapport avec le sujet sont à éviter, ainsi que les répétitions de liens vers un même terme.
- Les liens externes sont à placer uniquement dans une section « Liens externes », à la fin de l'article. Ces liens sont à choisir avec parcimonie suivant les règles définies. Si un lien sert de source à l'article, son insertion dans le texte est à faire par les notes de bas de page.
- La présentation des références doit suivre les conventions bibliographiques. Il est recommandé d'utiliser les modèles {{Ouvrage}}, {{Chapitre}}, {{Article}}, {{Lien web}} et/ou {{Bibliographie}}. Le mode d'édition visuel peut mettre en forme automatiquement les références.
- Insérer une infobox (cadre d'informations à droite) n'est pas obligatoire pour parachever la mise en page.

Pour une aide détaillée, merci de consulter Aide:Wikification.
Si vous pensez que ces points ont été résolus, vous pouvez retirer ce bandeau et améliorer la mise en forme d'un autre article.
Zoubin Ghahramani FRS, né le 8 février 1970, est un chercheur britannico-iranien et professeur en ingénierie de l'information à l'Université de Cambridge. Il détient des postes conjoints à l'University College de Londres et à l'Institut Alan Turing. Il est également Fellow du St John's College, Cambridge depuis 2009. Il a été professeur de recherche associé à l'école des sciences informatiques de l'Université Carnegie Mellon de 2003 à 2012. Il a également été le chef scientifique d'Uber de 2016 à 2020. Il a rejoint Google Brain en 2020 en tant que directeur de recherche senior. Il est aussi le directeur adjoint du Centre Leverhulme pour l'avenir de l'intelligence.

## Éducation
Ghahramani a fait ses études à l'American School of Madrid en Espagne et à l'Université de Pennsylvanie où il a obtenu une double licence en Sciences Cognitives et en Informatique en 1990. Il a obtenu son doctorat du Département des Sciences du Cerveau et Cognitives au Massachusetts Institute of Technology, sous la direction de Michael I. Jordan et Tomaso Poggio.

## Recherche et carrière
À la suite de son doctorat, Ghahramani a rejoint l'Université de Toronto en 1995 comme boursier postdoctoral au laboratoire d'intelligence artificielle, travaillant avec Geoffrey Hinton. Entre 1998 et 2005, il a été membre du corps professoral de la Gatsby Computational Neuroscience Unit, University College London.
Ghahramani s'est distingué par ses contributions notables dans le domaine de l'apprentissage automatique bayésien, notamment les méthodes variationnelles pour l'inférence bayésienne approximative. Il a également joué un rôle prépondérant dans l'élaboration des modèles graphiques et les neurosciences computationnelles. Actuellement, ses travaux de recherche se concentrent sur la modélisation bayésienne non paramétrique et l'apprentissage statistique. Il a également exploré les domaines de l'intelligence artificielle, de la recherche d'informations, de la bioinformatique et des statistiques. Ces domaines offrent les bases mathématiques nécessaires pour traiter l'incertitude, prendre des décisions et élaborer des systèmes d'apprentissage. Au cours de sa carrière, il a rédigé plus de 200 publications, cumulant plus de 80 000 citations, avec un indice h impressionnant de 120,.
Il a co-fondé Geometric Intelligence en 2014, avec Gary Marcus, Doug Bemis et Ken Stanley, qui a été rachetée par Uber en 2016. Par la suite, il a rejoint les laboratoires d'IA d'Uber en 2016 et est devenu par la suite le chef scientifique chez Uber, remplaçant Gary Marcus. En 2020, il a rejoint Google et est devenu le directeur principal de Google Brain en avril 2021 après le départ de Samy Bengio.

## Récompenses et honneurs
Ghahramani a été élu Fellow de la Royal Society (FRS) en 2015. Son certificat d'élection stipule :

« Zoubin Ghahramani est un leader mondial dans le domaine de l'apprentissage automatique, faisant avancer de manière significative l'état de l'art en matière d'algorithmes capables d'apprendre à partir de données. Il est particulièrement reconnu pour ses contributions fondamentales à la modélisation probabiliste et aux approches bayésiennes non paramétriques des systèmes d'apprentissage automatique, ainsi qu'au développement d'algorithmes d'inférence variationnelle approximative pour un apprentissage scalable. Il est l'un des pionniers des méthodes d'apprentissage semi-supervisé, des algorithmes d'apprentissage actif et des processus gaussiens clairsemés. Son développement de modèles non paramétriques à dimension infinie, tels que le modèle de caractéristique latente infinie, a été très influent. »

Zoubin Ghahramani a reçu le Prix Milner de la Royal Society en 2021 en reconnaissance de « ses contributions fondamentales à l'apprentissage automatique probabiliste »,.